# Qarna
Qarna (persiska: قارنا, kurdiska: Qarnê) är en by nära staden Naghadeh i provinsen Västazarbaijan i nordvästra Iran. Folkmängden uppgår till cirka 800 invånare. Invånare i byn massakrerades av Islamiska republiken Iran i början av 1980-talet. 